# SMS Kaiserin Elisabeth
Az SMS Kaiserin Elisabeth (magyarul: Őfelsége Erzsébet császárné hadihajója) a Császári és Királyi Haditengerészet egyik I. Ferenc József-osztályú védett cirkálója, az SMS Kaiser Franz Joseph I testvérhajója. Nevét a magyarok legendás királynéjáról, Erzsébetről kapta.

## Építése
Mint osztálya második tagját, az olasz Giovanni Bausan- és Etna-sorozatú cirkálókra adott válasznak szánták. A hajógerinc lefektetésére 1888. július 1-jén került sort a pólai Arzenálban. A vízrebocsátás 1890. szeptember 25-én történt meg. Mivel ebben az időben a hadihajók fejlesztése rettentő gyors volt, ezért ezen osztály két hajója is igen gyorsan elavult, szükségessé vált további modernizálásuk. A fő tüzérségi lövegeket kicserélték, illetve a közepes lövegek kazamatalövegeit is a felső fedélzetre költöztették, mivel addig csak nyugodt tengeren voltak használhatók, erős hullámverés esetén nem. Ellentétben testvérhajójával, az SMS Kaiserin Elisabethen nem voltak lövegtornyok, csak gyengén páncélozott platformok a taton és az orron. Az átépítések után a cirkálót a 2. cirkálóosztályba sorolták. 1911-ben az osztályok átnevezése után a hajó az úgynevezett Kleiner Kreuzer besorolást kapta. Magyarul kis cirkálónak fordítható. Szakmai körökben azonban a cirkáló valódi értéke vitatott volt. Sokan egyszerűen csak „Sternbeck szardíniásdobozának” csúfolták, Maximilian Daublebsky von Sterneck korábbi flottaparancsnok után.

## Bevetések, utak
- 1892-93: Világ körüli út Ferenc Ferdinánd trónörökössel
- 1895: A kieli-csatorna megnyitásán az Osztrák-Magyar Flotta kötelékben látogatást tett
- 1895: Levantei út demonstrációs céllal
- 1896: Újabb levantei út
- 1899: Kelet-Ázsiában állomásozott
- 1900-02: A nemzetközi erők tagjaként a bokszerlázadás leverésében segédkezett
- 1904-05: Állomáshajó Kelet-Ázsiában
- 1906-1908: Kiképző utak a Földközi-tengeren
- 1908-10: Állomáshajó Kelet-Ázsiában
- 1911-12: Kiképző utak a Földközi-tengeren
- 1913: Állomáshajó a levantei útvonalon
- 1914: Állomáshajó Kelet-Ázsiában
- 1914. július 22-én áttelepült Csing-taóba. Különböző megfontolások miatt (főleg a sebesség okán) Von Spee tengernagy a hajót nem tudta beosztani a Német kelet-ázsiai rajba.
- 1914. augusztus 14-én parancs érkezett a cirkáló leszerelésére, a legénységet Tiencsinbe rendelték.
- 1914. augusztus 26-án parancsot kapnak az orr- és tatlövegek kiszerelése a szárazföldi csapatoknak. A megmaradó lövegeivel a Kaiserin Elisabeth szárazföldi célpontokat támadott.
- 1914. november 2-án a hajón önrobbantást végzett saját legénysége, hogy elkerülje japán kézre kerülését, így elsüllyedt a Csing-tao-i öbölben. A legénység Csing-tao ostroma után japán fogságba esett, és csak 1920-ban szabadultak ki.

## Fordítás
- Ez a szócikk részben vagy egészben az SMS Kaiserin Elisabeth című német Wikipédia-szócikk ezen változatának fordításán alapul.  Az eredeti cikk szerkesztőit annak laptörténete sorolja fel. Ez a jelzés csupán a megfogalmazás eredetét és a szerzői jogokat jelzi, nem szolgál a cikkben szereplő információk forrásmegjelöléseként.

## Külső hivatkozások
- A Kaiserin Elisabeth a k.u.k. Kriegsmarine oldalán Archiválva 2008. január 5-i dátummal a Wayback Machine-ben (németül)
- Nyergestől Shidzoukáig – egy magyar matróz története a hajóról Archiválva 2009. május 4-i dátummal a Wayback Machine-ben